# El colegio de la muerte
El colegio de la muerte es una película española de terror estrenada en 1975, coescrita y dirigida por Pedro Luis Ramírez y protagonizada en los papeles principales por Dean Selmier y Sandra Mozarowsky.

## Sinopsis
Londres, 1899. Al cumplir la mayoría de edad, las huérfanas del internado femenino de Saint-Nazareth, son llevadas a una casa de acogida. Pronto le toca a Sylvia, cuya mejor amiga, Leonore, se queda muy triste porque ella aún tendrá que esperar. Sin embargo, lo que no sospechan es que, en realidad, son enviadas a un lugar donde sufren un cruel experimento llevado a cabo por un médico trastornado y sádico: las somete a una cirugía cerebral para eliminar sus recuerdos para ser utilizadas como prostitutas para hombres de la alta sociedad.

## Reparto
- Dean Selmier ... Dr. Edward Brown
- Sandra Mozarowsky ... Leonore Johnson
- Norma Kastel ... Miss Wilkins
- Carlos Mendy ... George Allen
- Victoria Vera ... Sylvia Smith
- Estanis González ... Collins
- Ángel Menéndez ... Inspector Coldman
- Tito García ... Grandfield
- Cris Huerta ... Lord Ferguson
- Elisenda Ribas ... Pamela